# 무로미역
무로미역(일본어: 室見駅)은 일본 후쿠오카현 후쿠오카시 사와라구 무로미 5초메에 소재하는 후쿠오카 시 교통국 지하철 공항선의 역이다. 역 번호는 K02.
역의 심벌 마크는 후쿠오카 시 출신의 그래픽 디자이너, 니시지마 이사오가 디자인한 것이어서 세 갈래로 흐르는 무로미 강을 형상화한 것이다.

## 역 구조
상대식 승강장 2면 2선의 승강장을 갖는 지하역이다.

### 승강장
| 1 | ■공항선·하코자키 선 | 덴진・하카타・후쿠오카 공항・가이즈카 방면 |
| 2 | ■공항선·지쿠히 선   | 메이노하마・지쿠젠마에바루・가라쓰 방면    |

## 이용 상황
2014년도의 1일 평균 승차 인원은 7,766명이다.
최근의 1일 평균 승차 인원의 추이는 아래 표와 같다.
| 연도   | 1일 평균 승차 인원 |
| ------ | ------------------ |
| 2001년 | 8,379              |
| 2002년 | 7,983              |
| 2003년 | 7,699              |
| 2004년 | 7,553              |
| 2005년 | 7,137              |
| 2006년 | 7,360              |
| 2007년 | 7,398              |
| 2008년 | 7,361              |
| 2009년 | 7,194              |
| 2010년 | 7,199              |
| 2011년 | 7,434              |
| 2012년 | 7,553              |
| 2013년 | 7,721              |
| 2014년 | 7,766              |

## 역 주변
역 주변으로는 대형 아파트가 밀집하고 있다.
- 후쿠오카 무로미 우체국
- 무로미 강
- 무로미 유치원
- 후쿠오카 고속도 1호선
- 후쿠오카 시립 무로미 소학교

## 인접역
| 후쿠오카 시 지하철 ■ 공항선    | 후쿠오카 시 지하철 ■ 공항선 | 후쿠오카 시 지하철 ■ 공항선     |
| ------------------------------ | --------------------------- | ------------------------------- |
| K01 메이노하마 메이노하마 방면 |                             | 후지사키 K03 후쿠오카 공항 방면 |